# ألين لانيير
ألين لانيير (بالإنجليزية: Allen Lanier)‏ هو موسيقي وملحن وعازف قيثارة أمريكي، ولد في 25 يونيو 1946 في لونغ آيلند في الولايات المتحدة، وتوفي في 14 أغسطس 2013 في نيويورك في الولايات المتحدة بسبب داء الانسداد الرئوي المزمن.

## وصلات خارجية
- ألين لانيير على موقع IMDb (الإنجليزية)
- ألين لانيير على موقع ميوزك برينز (الإنجليزية)
- ألين لانيير على موقع أول ميوزيك (الإنجليزية)
- ألين لانيير على موقع ديسكوغز (الإنجليزية)
- ألين لانيير على موقع قاعدة بيانات الفيلم (الإنجليزية)